# Choqā Pahneh
Choqā Pahneh (persiska: چُغا پَهنِه, چِقاه پَهنِه, چِقا پَهرَن, چقا پهنه, Choghā Pahneh) är en ort i Iran.   Den ligger i provinsen Markazi, i den centrala delen av landet, 280 km sydväst om huvudstaden Teheran. Choqā Pahneh ligger 2 008 meter över havet och antalet invånare är 129.
Terrängen runt Choqā Pahneh är kuperad norrut, men söderut är den platt.Runt Choqā Pahneh är det ganska glesbefolkat, med 48 invånare per kvadratkilometer. Närmaste större samhälle är Bāzneh, 18,4 km norr om Choqā Pahneh. Trakten runt Choqā Pahneh består i huvudsak av gräsmarker.